# Design for Reliability
Pour les articles homonymes, voir DFR.
Design For Reliability (DFR) ou conception pour la fiabilité est l'ensemble des règles mises en place pour concevoir un circuit intégré ou un système électronique ou encore tout système complexe afin d'assurer sa grande fiabilité.
Dans les systèmes à usage militaire, la redondance est un élément clé d'assurer la fiabilité du système en minimisant le risque de défaut lors de la mise en utilisation du système.
De nombreux organismes travaillent pour la recherche dans ce domaine :
- « CONN GMBH Chemnitz », sur euceman.com (consulté le 11 janvier 2024)
- « EUFANET the EUropean Failure Analysis NETwork », sur eufanet.org (consulté le 11 janvier 2024)
- « Anadef », sur anadef.org (consulté le 11 janvier 2024)